# Amtsbezirk Peuerbach
Der Amtsbezirk Peuerbach  war eine Verwaltungseinheit im Hausruckkreis in Oberösterreich.
Der Amtsbezirk war der Kreisbehörde in Wels unterstellt und besorgte deren Amtsgeschäfte vor Ort. Die Zuständigkeit erstreckte sich neben Peuerbach auf die damaligen Gemeinden Bruck a. d. Aschach, Eschenau, Kalham, Natternbach, Neukirchen, Steegen und Waasen und umfasste damals zwei Märkte und 217 Dörfer.